# Episodi di A scuola con l'imperatore (prima stagione)
La prima stagione della serie animata A scuola con l'imperatore (The Emperor's New School) è stata trasmessa in prima visione negli Stati Uniti d'America dal 27 gennaio all'11 novembre 2006 sul canale Disney Channel. In Italia è stata trasmessa su Disney Channel dal 15 maggio 2006.
| nº | Titolo originale                                          | Titolo italiano                                                      | Prima TV USA     | Prima TV Italia |
| -- | --------------------------------------------------------- | -------------------------------------------------------------------- | ---------------- | --------------- |
| 1  | Rabbit Face                                               | Faccia da coniglio                                                   | 27 gennaio 2006  |                 |
| 2  | Squeakend at Bucky's - Kuzco Fever                        | Squittire con Bucky - La febbre di Kuzco                             | 28 gennaio 2006  |                 |
| 3  | Empress Malina - The Adventures of Red-Eyed Tree Frog Man | L'imperatrice Malina - Le Avventure dell'uomo rana dagli occhi rossi | 3 febbraio 2006  |                 |
| 4  | Hungry Hungry Llama - Only the Wrong Survive              | Un lama affamato - Solo chi sbaglia sopravvive                       | 10 febbraio 2006 |                 |
| 5  | Cart Wash - Battle of the Bots                            | Carro lavaggio - La fiera delle invenzioni                           | 17 febbraio 2006 |                 |
| 6  | Girls Behaving Oddly                                      | Ragazze molto strane                                                 | 24 febbraio 2006 |                 |
| 7  | The Lost Kids - The Big Fight                             | Bimbi perduti - Il grande combattimento                              | 3 marzo 2006     |                 |
| 8  | Kuzclone                                                  | Il clone di Kuzco                                                    | 31 marzo 2006    |                 |
| 9  | Unfit to Print - The Emperor's New Pet                    | Viaggio sul sole - Il gattino dell'imperatore                        | 7 aprile 2006    |                 |
| 10 | Peasant for a Day                                         | Contadino per un giorno                                              | 21 aprile 2006   |                 |
| 11 | Fortune Cookie Day - Gold Fools                           | I biscotti della fortuna - L'oro inganna                             | 5 maggio 2006    |                 |
| 12 | The Mystery of Micchu Pachu                               | Il mistero di Micchu Pachu                                           | 12 maggio 2006   |                 |
| 13 | Oops All Doodles - Chipmunky Business                     | La maschera rubata - Prova del Condor                                | 24 giugno 2006   |                 |
| 14 | Clash of the Families                                     | La gara delle famiglie                                               | 1º luglio 2006   |                 |
| 15 | The New Kid - Officer Kronk                               | Studente modello - Gran Capo Kronk                                   | 8 luglio 2006    |                 |
| 16 | Kronk Moves In                                            | Kronk trasloca                                                       | 15 luglio 2006   |                 |
| 17 | Kuzcogarten - Evil and Eviler                             | Kuzcoasilo - Sempre più cattivo                                      | 5 agosto 2006    |                 |
| 18 | The Bride of Kuzco                                        | La sposa di Kuzco                                                    | 12 agosto 2006   |                 |
| 19 | U.F.kuzcO (Unidentified Flying Kuzco) - Attack Sub        | Kuscostellazioni - Il supplente                                      | 19 agosto 2006   |                 |
| 20 | The Yzma that Stole Kuzcoween - Monster Masquerade        | Kuzcoween - Mostri in maschera                                       | 14 ottobre 2006  |                 |
| 21 | Yzmopolis                                                 | Yzmopoli                                                             | 11 novembre 2006 |                 |